# Historia de las Islas Marianas del Norte

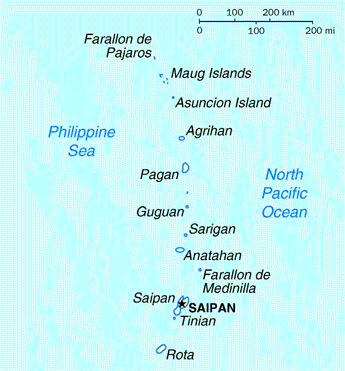
Las Islas Marianas del Norte, fueron exploradas por primera vez por Fernando de Magallanes, quien llegó a las islas en 1521.

## Exploradores europeos
La primera exploración europea de la zona fue dirigida por Fernando de Magallanes en 1521, que llegó a Guam y reclamó esa isla para España. Los exploradores fueron recibidos por los chamorros, que les proporcionaron comida y agua, a cambio de hierro. Sin embargo, unos isleños se apropiaron de una pequeña embarcación perteneciente a la flota de Magallanes. Éste se acercó a tierra para recuperar su bote pero presenciando como aquellos isleños le arrojaban lanzas, se vio obligado a ejecutar a siete de aquellos nativos e incendiar sus viviendas. El archipiélago tomó entonces el nombre de Islas de los Ladrones.
Tres días después de su llegada, Magallanes siguió su viaje alrededor del mundo hacia el oeste. Entonces las islas fueron consideradas por España para su anexión y más tarde, bajo su gobierno, como parte de las Indias Orientales Españolas. Los españoles construyeron un Palacio Real en Guam para el gobernador de las Islas. Sus restos aún se podían ver en 2006.
Guam era una importante escala desde México para la ruta del Galeón de Manila que llevaba oro entre Filipinas y España. Aún quedan algunos galeones hundidos en Guam.
En 1668 las islas fueron renombradas por el Padre Diego Luis de San Vitores como Las Marianas en honor a Mariana de Austria, viuda de Felipe IV.
La mayor parte de la población de la isla murió por las enfermedades que llevaron los europeos o se casó con personas no chamorras bajo el dominio español, pero se llevaron nuevos colonos, en un principio de Filipinas y de las Islas Carolinas, para repoblar la isla. A pesar de esto, la población chamorra resurgió poco a poco y las lenguas chamorra, filipina y carolina así como las diferencias étnicas aún siguen siendo diferentes en las islas Marianas.
Para facilitar la asimilación cultura y religiosa, los españoles forzaron a los chamorros a concentrarse en Guam durante un cierto periodo de tiempo. Cuando se les permitió volver a las actuales Islas Marianas del Norte, los carolinios se asentaron en las Marianas. Tanto carolinios como chamorros son considerados nativos de las Islas Marianas del Norte y sus lenguas son oficiales en la mancomunidad (pero no en Guam).

## Posesión alemana y japonesa
Después de la Guerra Hispano-Estadounidense de 1898, España tuvo que ceder Guam a los Estados Unidos y vender el resto de las Marianas (junto con las Islas Carolinas y las Islas Marshall) a Alemania.
Japón declaró la guerra a Alemania durante la Primera Guerra Mundial e invadió las Islas Marianas del Norte. En 1919, la Sociedad de las Naciones, precursora de las Naciones Unidas, otorgó las islas a Japón por mandato. Durante la ocupación japonesa, la caña de azúcar se convirtió en la principal industria de las islas, y la mano de obra se importó de Japón y de colonias asociadas (especialmente de Okinawa y Corea). En el censo de diciembre de 1939, la población total del Mandato del Pacífico Sur era de 129 104, de los cuales 77 257 eran japoneses (incluyendo taiwaneses y coreanos).
Horas después del ataque a Pearl Harbor, las fuerzas japonesas de las islas Marianas pusieron en marcha la invasión de Guam. Los chamorros de las Islas Marianas del Norte fueron llevados a Guam para ayudar a la administración japonesa. Este hecho, combinado con los malos tratos a los chamorros de Guam durante su breve ocupación de 31 meses, creó una brecha entre ambas poblaciones que fue la razón principal por la que los habitantes de Guam rechazaran la reunificación con las Islas Marianas del Norte en la década de 1960.

## Adquisición estadounidense

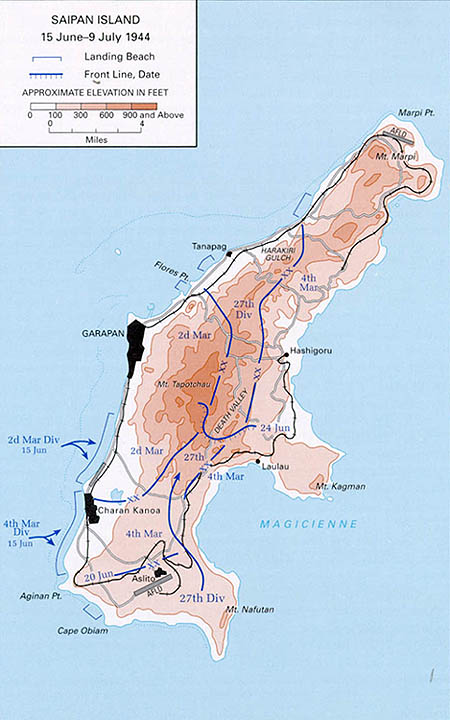
Mapa de la Batalla de Saipán.

Cerca del final de la Segunda Guerra Mundial, el ejército de los Estados Unidos invadió las Islas Marianas el 15 de junio de 1944, empezando con la Batalla de Saipán, la cual acabó el 9 de julio con el comandante japonés cometiendo seppuku (una forma tradicional japonesa del ritual de suicidio). Las tropas estadounidenses recuperaron Guam el 21 de julio e invadieron Tinian (véase Batalla de Tinian)  el 24 de julio, que sirvió de punto de partida para el Enola Gay, el avión que un año más tarde tiraría la bomba atómica sobre Hiroshima. Rota se abandonó sin tocar y aislada hasta que los japoneses se rindieron en agosto de 1945, debido a su insignificancia militar.

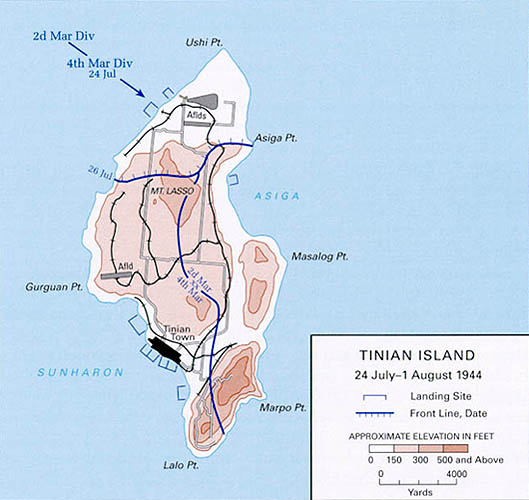
Mapa de la Batalla de Tinian.

La guerra no acabó para todos con la firma del armisticio. El último grupo de japoneses se rindió en Saipán el 1 de diciembre de 1945. En Guam, el soldado japonés Shoichi Yokoi se escondió en la ciudad de Talofofo hasta 1972.
Entre el final de la invasión y la rendición japonesa, la población de Saipán y Tinián se mantuvo en campos de concentración. Los japoneses fueron finalmente repatriados y los indígenas chamorros y carolinos volvieron a sus tierras.

## Mancomunidad

Bandera actual de las Islas Marianas del Norte, adoptada el 4 de julio de 1976.

Después de la derrota japonesa, las islas fueron administradas por los Estados Unidos como parte del Territorio en Fideicomiso de las Islas del Pacífico; así, la defensa y los asuntos exteriores son responsabilidad de los Estados Unidos. Los habitantes de las Islas Marianas decidieron no obtener la independencia en las década de 1970, sino forjar vínculos más estrechos con los Estados Unidos. Las negociaciones para obtener el status de territorio empezaron en 1972. Un convenio para establecer una mancomunidad en unión política con los Estados Unidos se aprobó en 1975. En 1978 se llevó a efecto una nueva constitución y un nuevo gobierno. Al igual que otros territorios estadounidenses, las islas no tienen representación en el Senado pero están representadas en la Cámara de Representantes de los Estados Unidos con un delegado que puede votar en comité pero no en el Pleno de la Cámara.